# Модли, Зоран
Зоран Модли (серб. Зоран Модли; 22 апреля 1948, Земун, Социалистическая Республика Сербия — 23 февраля 2020, Белград, Сербия) — сербский журналист, радиоведущий, диджей и лётчик. Был одним из самых популярных югославских радиолюбителей, руководил одним из самых известных радиопостановок начала 1980-х годов в Югославии, «Вентилятор 202».

## Биография
Модли родился в Земуне, СР Сербии, ФНР Югославии. В начале 1980-х годов в Югославии был одним из самых популярных югославских радиолюбителей, руководил одним из самых известных радиопостановок. Радио шоу Вентилятор 202 прославилось публикацией первых демо записей таких групп, как ЕКВ и Партобрејкерс, которые еще не были популярными в Югославии в то время. Модли покинул шоу в 1987 году.
В 1990-х годах Модли проводил успешное радиошоу «Modulacije», а с 2000 года — радиопередачу о новых технологиях ЗАИР (серб. Закон акције и реакције — Закон действия и противодействия), которая транслировалась на многочисленных сербских радиостанциях. Он также был писателем, автором многочисленных рекламных роликов и экспертом в области технических инноваций и компьютерных наук.
Модли был профессиональным пилотом более 30 лет. Первые 20 лет он провел в государственной компании «Jat Airways», пилотируя Boeing 727, а затем перешел в частную авиакомпанию «Prince Aviation». 15 июля 2010 года Модли потерпел аварию при посадке в аэропорту Бол в Хорватии, пилотировав Cessna Citation II, когда самолет сошел с взлетно-посадочной полосы и загорелся. Все пассажиры выжили и не получили травм, но Модли оставил свою работу, так как считал, что неудачная посадка была результатом его собственной ошибки. Это также стало причиной того, что в первой главе своей следующей книги «Книга пилотов» (2012) Модли подробно описал этот полет, чтобы предупредить будущих молодых пилотов, чтобы они никогда не переоценивали свои собственные способности и не повторяли его ошибок.
Модли умер в Белграде, где он руководил ЗАИР и поддерживал личный сайт
,
который был признан одним из лучших 50-ти сайтов в 2001, 2003 и 2004 годах профессиональным компьютерным журналом «PC Press» в Сербии.